# Kérouane
Kérouane – miasto w Gwinei (region Kankan). Według danych szacunkowych na rok 2008 liczy 35 738 mieszkańców.